# Samuel Emmanuel Carter
Samuel Emmanuel Carter SJ (* 31. Juli 1919 in Kingston; † 3. September 2002) war Erzbischof von Kingston in Jamaika.

## Leben
Samuel Emmanuel Carter trat der Ordensgemeinschaft der Jesuiten bei und empfing am 19. Juni 1954 die Priesterweihe.
Paul VI. ernannte ihn am 1. Februar 1966 zum Weihbischof in Kingston in Jamaika und Titularbischof von Cenculiana. Der Erzbischof von Boston, Richard James Kardinal Cushing, weihte ihn am 25. April desselben Jahres zum Bischof; Mitkonsekratoren waren John Joseph McEleney SJ, Bischof von Kingston, und Richard Lester Guilly SJ, Bischof von Georgetown. 
Der Papst ernannte ihn am 1. September 1970 zum Erzbischof von Kingston in Jamaika. Am 11. November 1994 nahm Johannes Paul II. seinen altersbedingten Rücktritt an.